# Центр тувинской культуры
Центр тувинской культуры (полное название: ГБУ «Центр развития тувинской традиционной культуры и ремёсел имени К. Б. Ондара») — дворец Культуры в городе Кызыле, столице российской Республики Тыва, подчинённый Министерству культуры республики.
Центр известен организацией мероприятий по сохранению и презентации традиционной культуры, наряду с Центром русской культуры — одна из двух ключевых региональных площадок такого рода.

## История
Центр тувинской культуры был создан по инициативе Народного хоомейжи (мастера горлового пения) республики Тыва, Конгар-оола Борисовича Ондара с целью сохранения и дальнейшего развития богатого культурного наследия тувинского народа.
Центр был торжественно открыт в 2008 году, а в 2012 году переехал в новое здание, построенное на месте старого здания республиканского музея. Для музея, в свою очередь, было построено новое здание, а старое, хотя и представляло большую историческую ценность, в частности именно там было подписано решение о вхождении Тывы в состав Советской России, было из-за крайней ветхости снесено и заменено зданием культурного центра.

«Была и другая точка зрения — сохранить историческое здание, в котором принимались судьбоносные решения, в частности, Декларация о вхождении Тувы в состав СССР. Но приглашенные из Томска ученые вынесли свой вердикт: здание может рухнуть, сохранить его невозможно. Мы поступили разумно, решив строить новое. Сегодня у нас знаменательное событие. Центра тувинской традиционной культуры и ремесел, который мы открываем сегодня, и Центр русской культуры, который уже успешно работает в Кызыле, должен стать не только центрами развития национальных культур, но и площадкой различных культур, для обмена опытом, для межкультурного диалога. Здесь мы планируем ежегодно проводить международные симпозиумы по хоомею, что послужит толчком к развитию туристического потенциала республики».— сказал на открытии Глава Правительства Тывы Шолбан-Кара-оол

## Деятельность
Центр тувинской культуры многие годы успешно ведёт деятельность по созданию условий для возрождения, сохранения, развития и популяризации материального и нематериального культурного наследия тувинского народа (художественных промыслов, национальной одежды, традиционных игр, народных обычаев и обрядов, устного и музыкального фольклора и т. д.). Ежегодно совершает полевые экспедиции по всей республике и за пределами Российской Федерации для сбора этнографических данных.

## Руководство
- С 2014 г. по настоящее время — Народный хоомейжи Тувы Игорь Михайлович Кошкендей;
- В период с 2013—2014 г. — Народный мастер Республики Тыва Алдар Константинович Тамдын, который с 2014 по 2021 гг. был Министром культуры Республики Тыва;
- В период с 2012—2013 г. — основатель и первый директор Центра тувинской культуры, Заслуженный артист Российской Федерации, Народный хоомейжи Тувы Конгар-оол Борисович Ондар.

## Местонахождение и архитектура

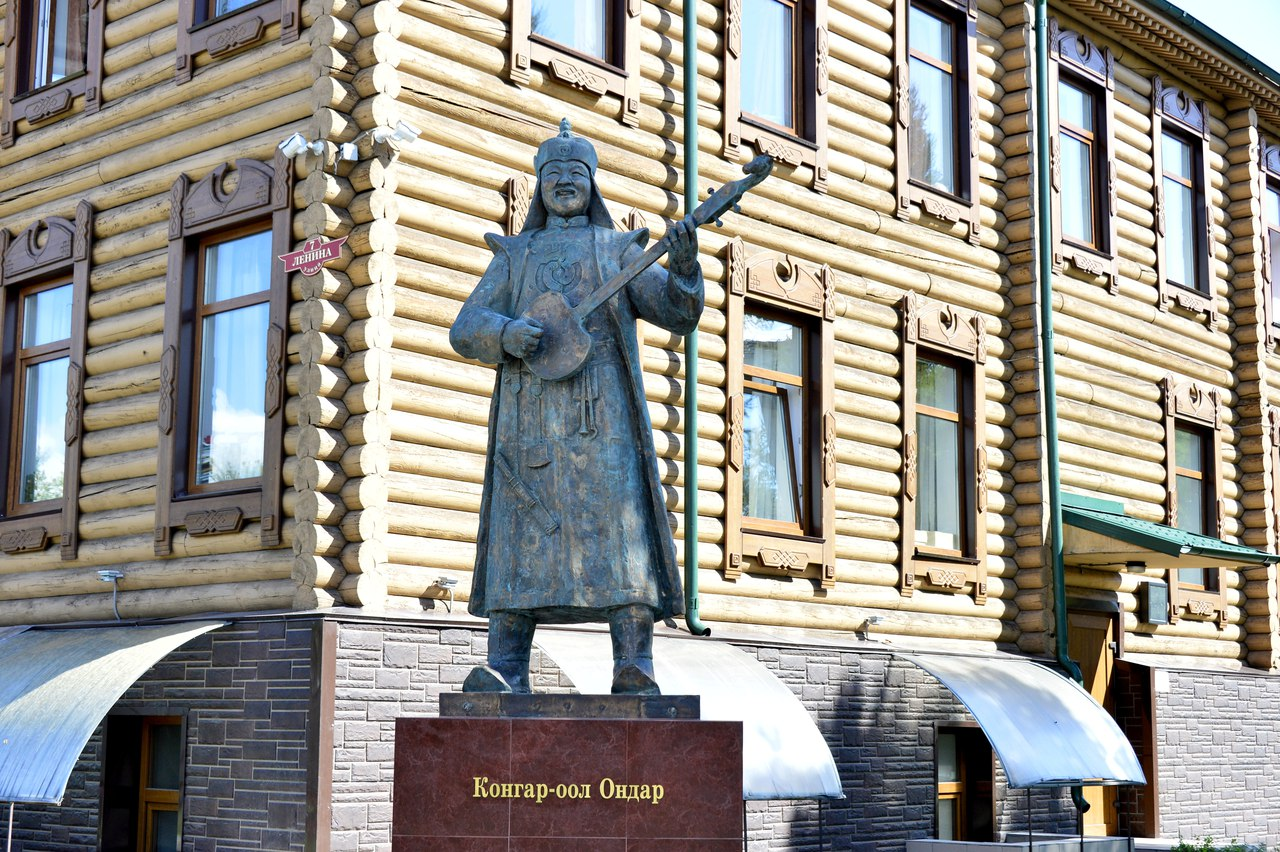
Памятник народному хоомейжи Тувы Конгар-оолу Ондар перед зданием Центра тувинской культуры

ГБУ «Центр развития тувинской традиционной культуры и ремёсел» расположен в столице Тувы г. Кызыл на пересечении улиц Интернациональная и Ленина в двухэтажном деревянном здании по адресу ул. Ленина, д. 7.
Здание Центра представляет собой новое двухэтажное деревянное здание, созданное с элементами восточной архитектуры, отражающее национальный колорит. Крышу здания венчает любимый тувинцами традиционный музыкальный инструмент игил. Центр тувинской культуры отвечает всем требованиям доступности зданий и сооружений для лиц с ограниченными возможностями здоровья.
В знак благодарности и светлой памяти перед зданием установлен памятник основателю и первому директору Центра тувинской культуры Народному хоомейжи Тувы Конгар-оолу Борисовичу Ондару.